# Kwitnewe (hromada Kwitnewe)
Kwitnewe (ukr. Квітневе, do 2016 Żowtnewe, ukr. Жовтневе, hist. pol. Żydowce) – wieś na Ukrainie, w obwodzie żytomierskim, w rejonie żytomierskim, siedziba hromady. W 2001 liczyła 1969 mieszkańców, spośród których 1920 wskazało jako ojczysty język ukraiński, 46 rosyjski, 2 białoruski, a 1 inny.